# Siergiej Kirłłow
Siergiej Anatoljewicz Kirłłow (ros. Сергей Анатольевич Кириллов; ur. 1 września 1978) – rosyjski zapaśnik startujący w stylu wolnym. Dziesiąty w Pucharze Świata w 2010. Jedenasty w mistrzostwach Rosji w 2006 roku.